# Phumosia vittata
Phumosia vittata este o specie de muște din genul Phumosia, familia Calliphoridae. A fost descrisă pentru prima dată de Mary Katherine Curran în anul 1927.
Este endemică în Congo. Conform Catalogue of Life specia Phumosia vittata nu are subspecii cunoscute.